# Welgelegen (Haarlem)
Welgelegen is een buurt in de Haarlemse wijk Haarlemmerhoutkwartier in stadsdeel Haarlem Zuid-West. De buurt is vernoemd naar het Paviljoen Welgelegen dat sinds 1930 dienst doet als het provinciehuis van Noord-Holland. Verder ligt in deze buurt het Frederikspark en de voormalige Mariastichting.
De noordelijke grens van de buurt ligt bij de Gasthuissingel. Hierna vormt de Kleine Houtweg tot aan de Rustenburgerlaan de oostelijke grens. Deze laan vormt dan de noordelijke grens van de buurt Welgelegen die hier grenst aan het Rozenprieel. Dan vormt het Spaarne een oostelijke grens van de buurt. En de zuidelijke grens ligt bij de Oosterhoutlaan. dan volgt de westelijke grens de Kleine Houtweg, hier grenst de buurt aan de Haarlemmerhout, de Paviljoenslaan, de Dreef en het Houtplein.
Aan het Spaarne liggen de buitenplaatsen Spaar en Hout en Oosterhout. Verder ligt aan de Kleine Houtweg het Hofje van Heythuysen, dat een restant is van de buitenplaats Middelhout.

## Trivia
- Het grondgebied van de voormalige buurt Kleine Hout komt nagenoeg overeen met de in 2016 tot stand gekomen buurt Welgelegen.
- Baan is de kortste straatnaam binnen de stad Haarlem en is in te vinden in deze buurt.